# جربة المعيان (السدة)

تعديل مصدري - تعديل

جربة المعيان محلة تابعة لقرية السر، التابعة لعزلة بني الحارث بمديرية السدة إحدى مديريات محافظة إب في الجمهورية اليمنية.، بلغ تعداد سكانها 30 حسب تعداد اليمن لعام 2004.